# Gmina Bukowsko
Gmina Bukowsko je polská vesnická gmina v okrese Sanok v Podkarpatském vojvodství, v jihovýchodním výběžku Polska, nedaleko slovenských i ukrajinských hranic. Sídlem správy gminy je ves Bukowsko.
V roce 2019 zde žilo 5 495 obyvatel. Gmina má rozlohu 138,2 km² a zabírá 11,28 % rozlohy okresu.

## Části gminy
Bukowsko, Dudyńce, Karlików, Nadolany, Nagórzany, Nowotaniec, Płonna, Pobiedno, Tokarnia, Wola Piotrowa, Wola Sękowa, Wolica, Zboiska

## Sousední gminy
| Růžice kompasu | Zarszyn          |                | Sanok  | Růžice kompasu |
| Růžice kompasu | Rymanów Jaśliska | Sever          | Zagórz | Růžice kompasu |
| Růžice kompasu | Rymanów Jaśliska | Gmina Bukowsko | Zagórz | Růžice kompasu |
| Růžice kompasu | Rymanów Jaśliska | Jih            | Zagórz | Růžice kompasu |
| Růžice kompasu | Komańcza         |                |        | Růžice kompasu |